# Nicolas Dhuicq
Nicolas Dhuicq, né le 29 novembre 1960 à Paris, est un homme politique français. Membre de l'UMP, des Républicains puis de Debout la France, il est maire de Brienne-le-Château de 2001 à 2020 et député de la première circonscription de l'Aube de 2007 à 2017.

## Biographie
Il est médecin psychiatre de profession.

## Parcours politique
Nicolas Dhuicq adhère à l’Union pour un mouvement populaire (UMP), devenue Les Républicains (LR) en 2015, puis fait partie de Debout la France (DLF) et de La Droite populaire.
Il est élu député le 17 juin 2007, pour la XIIIe législature, dans la 1re circonscription de l'Aube en battant Line Bret (PS) avec 60,6 % des suffrages au second tour. Il succède ainsi à Pierre Micaux (UMP), qui ne se représentait pas. Il est réélu député lors des élections du 17 juin 2012.
À l'occasion du congrès de l'Union pour un mouvement populaire de 2012, il appuie la candidature de Jean-François Copé. Il soutient François Fillon pour la primaire française de la droite et du centre de 2016 puis pour le second tour de l'élection présidentielle de 2017 entre Marine Le Pen et Emmanuel Macron, il déclare voter blanc, refusant ainsi le « front républicain ».
Candidat à sa réélection aux législatives de 2017, il est battu de justesse par Grégory Besson-Moreau (LREM) à l'issue d'une triangulaire avec un candidat du FN.
En février 2018, il annonce rejoindre Debout la France, le parti souverainiste présidé par Nicolas Dupont-Aignan. Il devient délégué national du parti. Pour les élections européennes de 2019, il apporte son soutien à la liste du Rassemblement national conduite par Jordan Bardella, qu'il considère comme « la seule qui soit cohérente ».
À partir de 2017, il tient une chronique dans le Libre journal de la vie française, dirigé par Laurent Poultier du Mesnil sur Radio Courtoisie.
En 2019, il est membre de l'association Dialogue franco-russe, décrite comme une organisation de lobbying pro-Kremlin et effectue, avec d'autres élus français, un voyage controversé en Crimée à l'occasion du cinquième anniversaire du rattachement de ce territoire à la Russie.
En mai 2020, il perd son mandat de maire de Brienne-le-Château, après avoir fait campagne, cette fois, sous les couleurs du Rassemblement national.
Le 20 février 2022, il décide de rejoindre Éric Zemmour et son parti Reconquête. Il change d'avis quelques semaines plus tard et annonce voter Marine Le Pen, jugeant finalement qu'Éric Zemmour n’est qu’un « caricaturiste ».

## Mandats et fonctions
- 2001-2020 : maire de Brienne-le-Château
- 2004-2011 : conseiller général de l'Aube (élu dans le canton de Brienne-le-Château)
- 2007-2017 : député de la 1re circonscription de l'Aube

## Positions et orientations

### Sécurité
En juillet 2012, le député interroge le gouvernement sur les mesures qu’il envisage pour mettre un terme aux tarifs préférentiels dont profitent les détenus sur les confiseries et pâtes à tartiner, obtenant des prix inférieurs au marché et l'amélioration de l'ordinaire en général, ceci afin d’éviter que les coûts soient subis par les contribuables. Il cosigne en 2015 une proposition de loi visant à instaurer une participation des détenus aux frais d'incarcération ou encore pour isoler électroniquement les détenus.

### Société
Le 27 novembre 2012, au cours du débat sur le projet de loi sur la sécurité et la lutte contre le terrorisme, Nicolas Dhuicq fait le lien avec le mariage pour tous, déclarant : « Le terroriste a un défaut : il n’a jamais rencontré l’autorité paternelle »,. 
Deux ans et demi plus tard le 3 avril 2015, il exprime sa crainte que les lois contre le tabagisme, et l'accumulation des contraintes, mais surtout que l'incapacité des adultes à proposer une espérance aux jeunes n'« entraine[nt] la jeunesse vers les épopées violentes au Proche-Orient ».
Le 26 novembre 2014, il compte parmi les sept députés qui ont voté contre la résolution de l'inscription de l’IVG comme droit fondamental dans la constitution, considérant aussi que la suppression du terme de détresse déséquilibre le texte de la loi Veil. Opposé à la marchandisation du corps humain et de celui des femmes, il cosigne en 2015 une proposition de loi visant à lutter contre le recours aux mères porteuses.
Le 3 avril 2015, au cours d'un débat à l'Assemblée sur l'absence de députés lors du Vendredi saint, fête chrétienne fériée en Alsace et en Moselle, il déclare : « La République est laïque certes mais la laïcité, ce n’est pas la haine des religions. Et dans cet hémicycle, je tiens à ce que nous ayons le droit de rappeler qu’il s’agit du Vendredi saint. Et ce n’est pas une atteinte à la laïcité ».

### Accusations d'homophobie
Le 27 novembre 2012, au cours du débat sur le projet de loi sur la sécurité et la lutte contre le terrorisme, Nicolas Dhuicq fait un parallèle entre enfants élevés par des couples homosexuels et terroristes en déclarant : « Le terroriste a un défaut : il n’a jamais rencontré l’autorité paternelle ». Il est alors accusé d'homophobie par des personnalités et associations,,,,.
Le 4 février 2017, dans un entretien accordé à l'agence de presse russe Sputnik, il avance qu'Emmanuel Macron serait soutenu par « un très riche lobby gay », le qualifiant aussi « d'agent des États-Unis œuvrant pour les intérêts des banques ». Ces rumeurs, « colportées par le député LR » selon Le Huffington Post, feraient partie des tentatives de déstabilisation pilotées par Moscou. Il est une nouvelle fois accusé d'homophobie.

### Vie parlementaire
En Juillet 2014, Nicolas Dhuicq accompagne 13 autres parlementaires français qui se rendent à Moscou pour exprimer leur soutien aux dirigeants russes. La politique de Vladimir Poutine est alors largement condamnée en Occident, à la suite de l'annexion de la Crimée par la Russie, après un référendum au cours duquel la population s'est massivement prononcée pour ce rattachement.
En janvier 2017, il se rend en Syrie avec ses collègues Thierry Mariani et Jean Lassalle.